# Zonetoernooi dammen 1992 Oost-Europa
Het Oost-Europees zonetoernooi dammen 1992 werd van 2 t/m 16 april 1992 in een rond toernooi door 14 deelnemers gespeeld. Er werd 1 partij per speeldag gespeeld met rustdagen op 9 en 15 april. Het toernooi werd gewonnen door Alexander Baljakin ( BLR) met 18 punten voor Anatoli Gantvarg ( BLR} en Michail Kats ( BLR) met allebei 16 punten. Baljakin en Gantvarg namen uiteindelijk deel aan het wereldkampioenschap 1992 in Toulon.
West-Europa 1980 Arta Terme · 
Amerika 1980 · 
Oost-Europa 1980 Riga · 
Afrika 1980 · 
Amerika 1981 · 
West-Europa 1982 · 
Afrika 1982 · 
Amerika 1983 · 
Afrika 1984 · 
West-Europa 1984 Savona · 
Afrika 1985 · 
Amerika 1985 · 
Amerika 1987 · 
Afrika 1990 · 
Europa 1990 · 
Frankrijk 1992 · 
Amerika 1992 · 
Oost-Europa 1992 · 
Afrika 1992 · 
Amerika 1994 · 
Oost-Europa 1994 · 
Azië / Rusland 1994 · 
Afrika 1994 Dakar · 
West-Europa 1994 Heerenveen · 
Amerika 1995 · 
Europa 2000 Polen · 
Europa 2003 Cannes · 
Europa 2005 Gniezno · 
Amerika 2005 Montréal · 
Europa 2007 Korbach · 
Europa 2007 Vilnius · 
Europa 2009 Berlijn